# Dreikanter

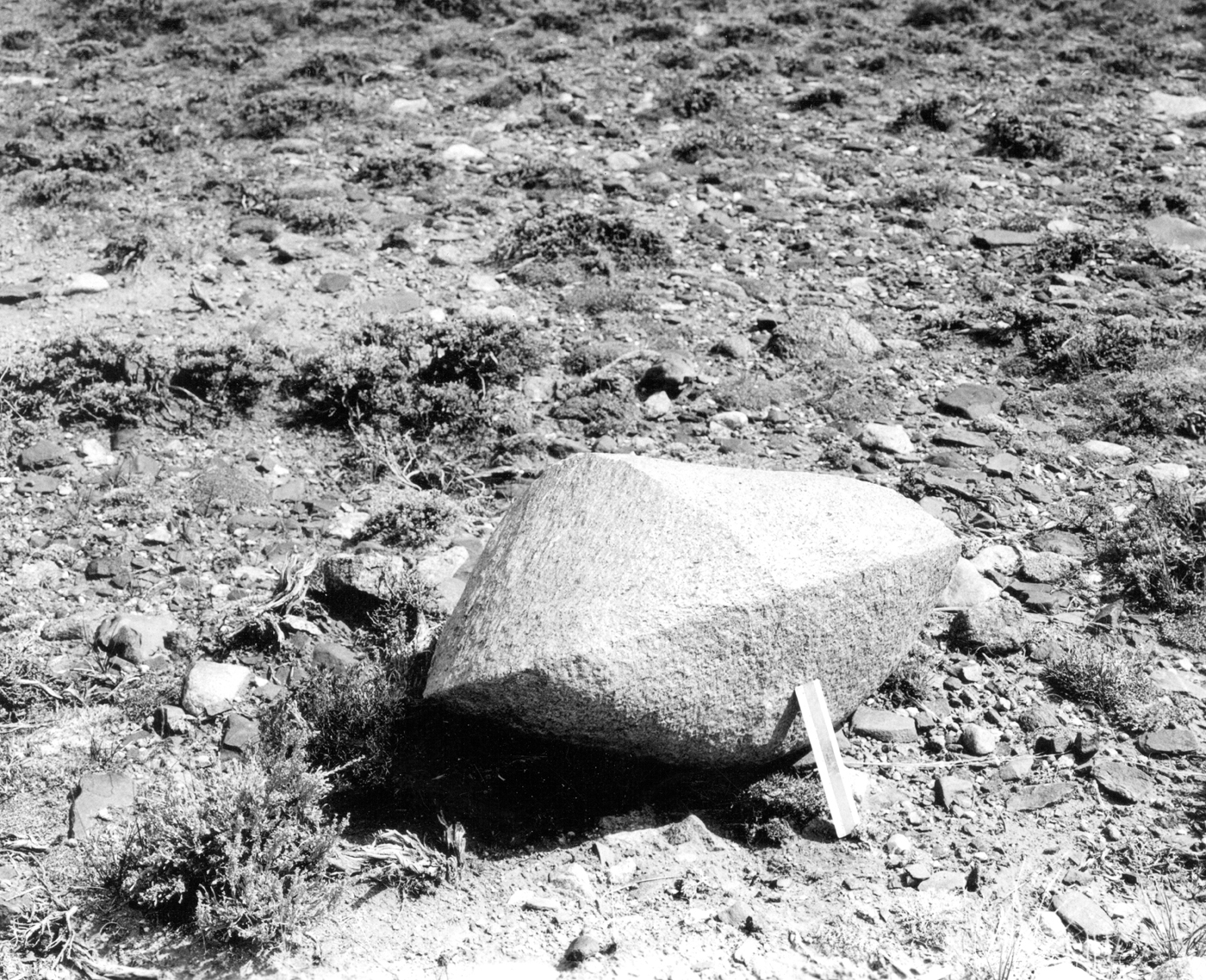
Un dreikanter inusualmente grande de granito, en el condado de Sweetwater, Wyoming. Este dreikanter mide 71 cm de largo, 46 cm de profundidad y 37 cm de ancho. Foto de Bradley, W.H., USGS (1930).

Un dreikanter, en geomorfología, es un término de origen alemán (que significa, «tres caras») que describe un accidente menor que se forma habitualmente en ambientes desérticos  o periglaciales por la acción de la erosión eólica.
Un dreikanter es un ventifacto, un canto facetado que exhibe una forma piramidal característica de tres caras. 